# Casseille
Hybride
Parent A de l'hybridation 
  Ribes nigrum 
×

Parent  B de l'hybridation 
  Ribes uva-crispa 
Classification APG III (2009)
La casseille ou caseille (contraction de cass-is et gros-eille, Ribes × nidigrolaria) est le fruit du casseillier ou caseillier, un hybride entre le cassissier (ou groseillier noir) et le groseillier à maquereau : Ribes nigrum × Ribes uva-crispa.
L'arbuste ne possède pas d'épines et produit de gros fruits noirs lisses ayant une saveur acide avec un parfum léger. Ses fruits peuvent être utilisés pour la confection de confitures et sorbets.
En Allemagne, il est aussi appelé Josta et en Suisse Josta genevieva, contraction des mots allemand (schwarze) Johannisbeere (cassis) et Stachelbeere (groseille à maquereau), racine que l'on retrouve dans son nom anglais : jostaberry.

## Description
La plante arbustive est un hybride tétraploïde complexe entre plusieurs espèces du genre Ribes.
Il en existe deux espèces :
- Ribes × culverwellii est un hybride entre R. nigrum et R. uva-crispa ; il est stérile, c'est-à-dire qu'il ne peut pas être ressemé.
- Ribes × nidigrolaria est un hybride entre R. nigrum, R. divaricatum et R. uva-crispa ; il n'est pas stérile, et ses graines ont déjà été disséminées dans la nature par les oiseaux.

## Maladies et prédateurs
Les feuilles du casseillier peuvent être attaquées par des larves de tenthrèdes ou « fausses-chenilles », notamment celles de l'espèce Nematus ribesii (tenthrède du groseillier). 
Un traitement à base de pyrèthre, (l'usage du pyrètre dans les jardins n'est pas autorisé sur les cultures fruitières et legumières) de savon noir (peut poser des problèmes de phytotoxicité) ou d’émulsion d’huile végétale à 1 % est efficace contre ces tenthrèdes, au moins sur les larves jeunes. 

## Galerie
|  |  |  |